# Hrabstwo Coös
Hrabstwo Coös (ang. Coös County, zazwyczaj upraszczane w pisowni do Coos County) – hrabstwo w stanie New Hampshire w Stanach Zjednoczonych. Obszar całkowity hrabstwa obejmuje powierzchnię 1831,44 mil² (4743,41 km²). Według szacunków United States Census Bureau w roku 2009 miało 33 055 mieszkańców.
Hrabstwo powstało w 1803 roku.

## Miejscowości
- Berlin
- Carroll
- Clarksville
- Colebrook
- Columbia
- Dalton
- Dummer
- Errol
- Gorham
- Jefferson
- Lancaster
- Milan
- Northumberland
- Pittsburg
- Randolph
- Shelburne
- Stark
- Stewartstown
- Stratford
- Whitefield

## CDP
- Colebrook
- Gorham
- Groveton
- Lancaster
- West Stewartstown
- Whitefield[4]

| Populacja hrabstwa w poprzednich latach | Populacja hrabstwa w poprzednich latach |
| Rok                                     | Liczba ludności                         |
| --------------------------------------- | --------------------------------------- |
| 1980                                    | 35 061                                  |
| 1990                                    | 34 828                                  |
| 2000                                    | 33 111                                  |
| 2005                                    | 33 655                                  |